# Augustanakerk (Amsterdam)
De Augustanakerk of Augustanahof (als gevolg van nieuwe functies waaraan het gebouw tegenwoordig ook onderdak biedt) is een Luthers kerkgebouw in de Amsterdamse wijk Bos en Lommer. Het gebouw uit 1956 is ontworpen door de architect Ferdinand B. Jantzen (die in deze wijk woonde) en ligt bij het Wachterliedplantsoen aan de Erasmusgracht, tegenover het Erasmuspark. De kerk is genoemd naar de Augsburgse geloofsbelijdenis (Confessio Augustana) van 1530. De inwijding vond plaats in februari 1957.
De kerk was een van de "brandpunten" van de Evangelisch-Lutherse Gemeente Amsterdam.  Naast de geloofsruimten was er plaats ingeruimd voor een ontmoetingshal, een kantine, een liturgisch centrum, enkele zalen voor kerkelijke arbeid, een pastorie en kosterswoning. Voor de eredienst was er naar toenmalig inzicht een knielbank geplaatst, die boogvormig rond de altaartafel was geconstrueerd. Het geheel bood plaats aan 264 zitplaatsen in de zaal, met nog een aanvulling van 80 op de gaanderij. De benodigde bouwkosten, exclusief orgel en klokken) van ongeveer 600.000 gulden waren deels afkomstig van de Lutherse gemeente in de Verenigde Staten. Sinds de sluiting van de Pniëlkerk in 2000 kwamen ook de gereformeerden (GKN) en hervormden uit de buurt hier samen. Sinds 2004 maken deze groepen (lutheranen, hervormden en gereformeerden) allen deel uit van de Protestantse Kerk in Nederland.
Tussen de kerk en de gracht bevindt zich sinds 2011 een "stiltetuin".
Sinds 2013 is ook een kunstgalerie in het gebouw gevestigd.
De kerk werd in januari 2015 gesloten. Op 4 januari 2015 werd de laatste gewone zondagse dienst gehouden. De overige activiteiten in het gebouw en de stiltetuin gingen na januari nog door. In 2017 werd het grootste deel van het complex omgebouwd tot woningen, daarbij bleef de Lutherse gemeente eigenaar van het gebouw.

## Interieur
In de kerk bevinden zich verscheidene gebrandschilderde ramen, onder meer van de architect Jantzen en Piet Kok.
Er is een neobarok orgel uit 1966, met 19 registers, van de gebroeders Van Vulpen uit Utrecht.

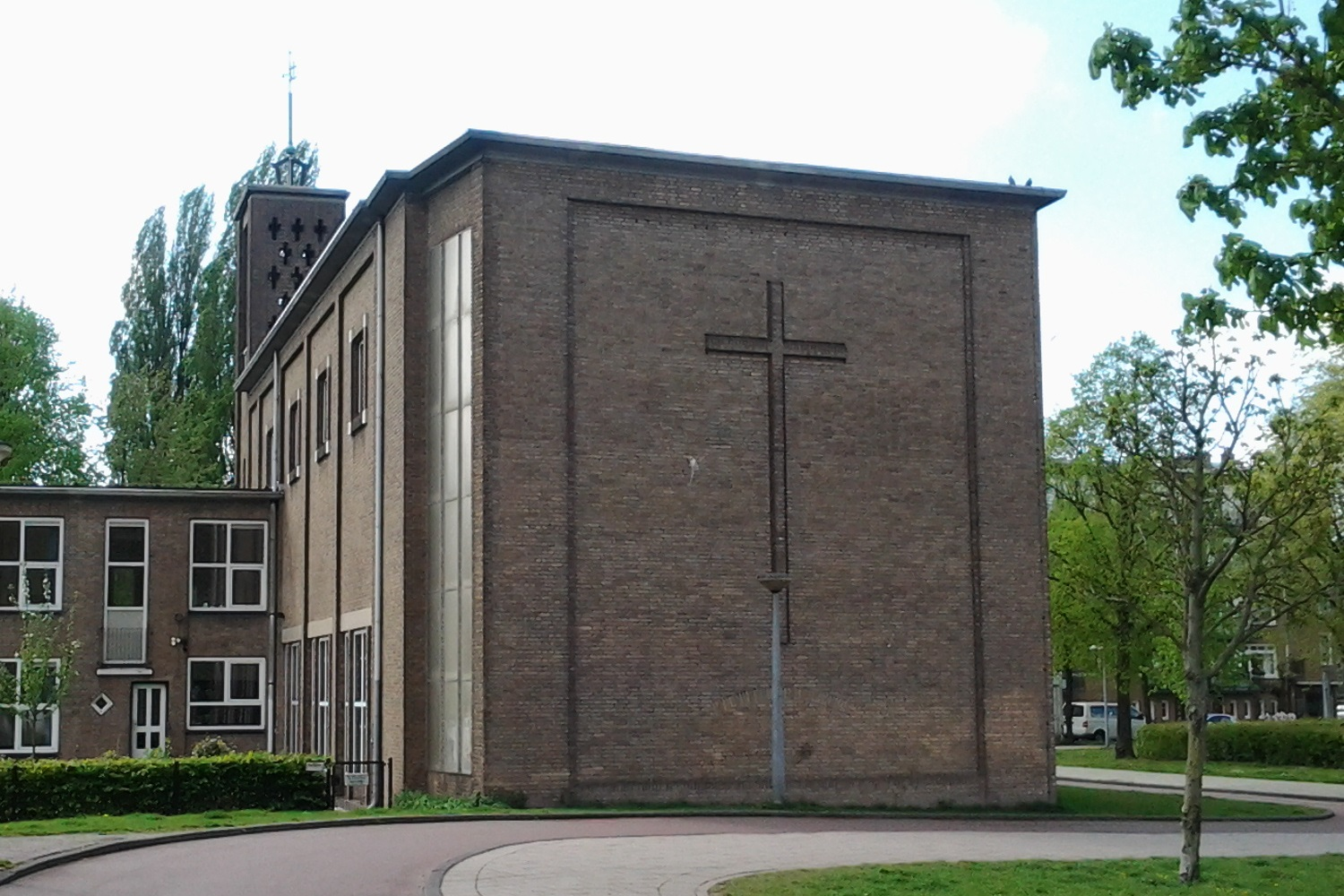
Augustanakerk gezien vanaf het Wachterliedplantsoen